# NGC 1780
NGC 1780 est une galaxie lenticulaire située dans la constellation du Lièvre. NGC 1780 a été découverte par l'astronome américain Ormond Stone en 1886.

## Caractéristiques
Sa vitesse par rapport au fond diffus cosmologique est de 4 764 ± 9 km/s, ce qui correspond à une distance de Hubble de 70,3 ± 4,9 Mpc (∼229 millions d'al).